# Nuno Tristão
Nuno Tristão (zm. 1446) – portugalski żeglarz, rycerz Zakonu Chrystusa i jeden z pierwszych odkrywców w służbie księcia Henryka Żeglarza.
Był aktywny w pierwszej połowie XV wieku, kiedy Portugalia zaczęła intensywnie badać zachodnie wybrzeże Afryki.
Najważniejsze wyprawy:
1. Lata 1440–1443
Nuno Tristão płynął coraz dalej na południe, przekraczając m.in. Przylądek Bojador (ówczesna „granica świata”).
Odkrył ujście rzeki Senegal, co było ogromnym krokiem w portugalskiej eksploracji.
2. 1444 r.
Kierował wyprawą, która doprowadziła do schwytania i sprowadzenia pierwszych niewolników z Afryki do Portugalii (z okolic Senegalu).
To wydarzenie uważa się za jeden z początków handlu niewolnikami Atlantyku.
1. ↑  Nuno Tristão [online], Wikipedia, 1 grudnia 2024 [dostęp 2025-08-20] (ang.). wiki?